# Alloeorhynchus maculosus
Alloeorhynchus maculosus är en insektsart som beskrevs av Izyaslav M. Kerzhner 1992. Alloeorhynchus maculosus ingår i släktet Alloeorhynchus och familjen fältrovskinnbaggar. Inga underarter finns listade i Catalogue of Life.